# Leopoldina Zanetti Borzino

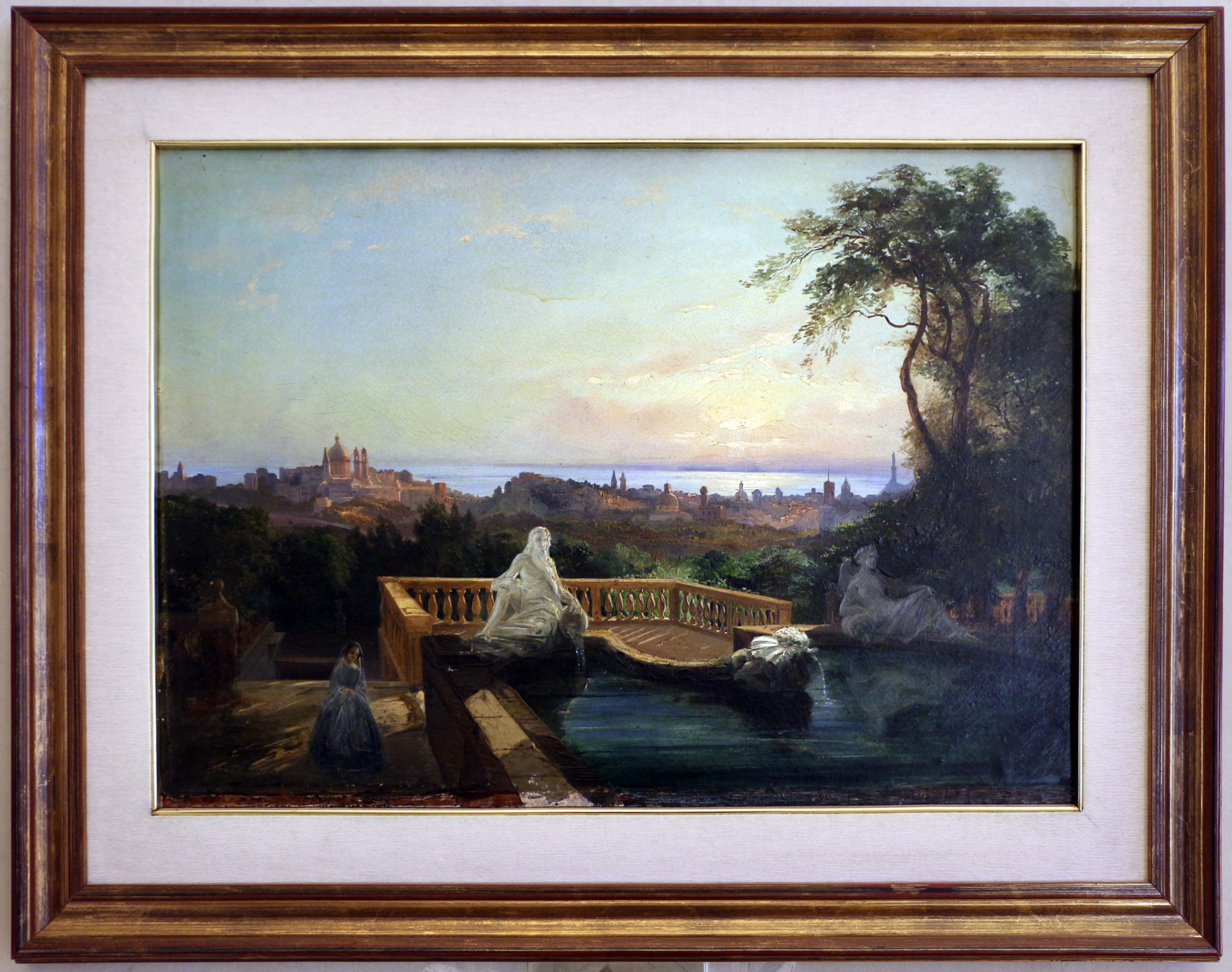
Vue de Gênes depuis la Villa delle Peschiere, 1858.

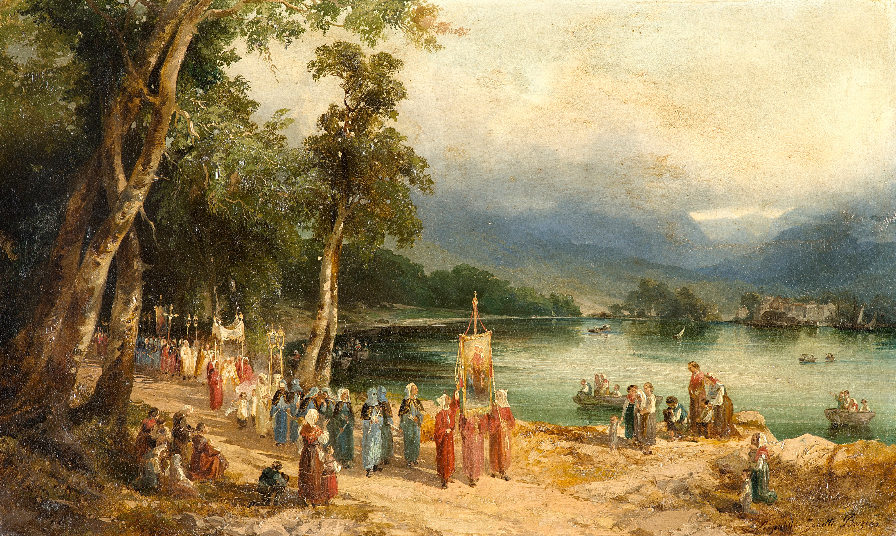
Processione, n. d.

Leopoldina Zanetti Borzino, née en 1826 à Venise et morte en 1902, est une peintre et graveuse italienne.

## Biographie
Née Leopoldina Zanetti en 1826 à Venise, Leopoldina Zanetti Borzino est la nièce de Daniele Manin.
Elle s'exile en 1849 lors de l'invasion autrichienne, d'abord en France, puis à Gênes. C'est là qu'elle épouse le peintre et professeur d'université à l'Accademia ligustica di belle arti Giacomo Ulisse Borzino. À Milan, elle est membre honoraire de l'Académie à partir de 1874.

## Œuvres
Elle se distingue par la force de son coloris et l'originalité de ses compositions.
Elle est l'auteure de Jour de Fête et de Sortie de la messe, œuvres exposées à Rome en 1883. À Venise, en 1887, elle expose Rue Monte Calvario, En allant à la fontaine, Le Rosaire et Anxiété.
Elle est représentée dans la collection de la National Gallery of Art avec une lithographie. D'autres œuvres se trouvent à la Galerie d'art moderne de Gênes.